# Ormosia pernodosa
Ormosia pernodosa är en tvåvingeart som beskrevs av Alexander 1950. Ormosia pernodosa ingår i släktet Ormosia och familjen småharkrankar. Inga underarter finns listade i Catalogue of Life.